# Pseudopostega beckeri
Pseudopostega beckeri là một loài bướm đêm thuộc họ Opostegidae. Nó được miêu tả bởi Donald R. Davis và Jonas R. Stonis, 2007. Nó được tìm thấy ở states of Goias, Minas Gerais và Parana in south-miền trung Brasil.
Chiều dài cánh trước là 3.7–4.4 mm. Con trưởng thành bay vào tháng 11.